# Régades
Régades är en kommun i departementet Haute-Garonne i regionen Occitanien i södra Frankrike. Kommunen ligger i kantonen Saint-Gaudens som tillhör arrondissementet Saint-Gaudens. År 2022 hade Régades 131 invånare.

## Befolkningsutveckling
Antalet invånare i kommunen Régades
Referens:INSEE